# نهر سواني
نهر سواني هو نهر يمر جنوب جورجيا جنوبًا إلى فلوريدا في جنوب الولايات المتحدة. إنه نهر أسود المياه يبلغ طوله نحو 246 ميل (396 كـم). النهر موقع لمضيق سواني عصور ما قبل التاريخ التي فصلت السلالة من القارة.